# Gary Numan
Gary Numan (născut Gary Anthony James Webb pe 8 martie 1958) este un cântăreț englez, compozitor și muzician cel mai cunoscut pentru hiturile sale din 1979 "Are 'Friends' Electric?" (creditat trupei Tubeway Army) și "Cars". Soundul său se baza mult pe utilizarea sintetizatoarelor.
Numan este considerat un pionier al muzicii electronice comerciale. Temele sale science fiction și atitudinea ce combina dispozitivele electronice cu energia tipică muzicii punk au fost imitate de-a lungul timpurilor datorită influenței artistului.

## Discografie

### Albume de studio
- Tubeway Army (14 noiembrie 1978)
- Replicas (aprilie 1979)
- The Pleasure Principle (septembrie 1979)
- Telekon (5 septembrie 1980)
- Dance (septembrie 1981)
- I, Assassin (septembrie 1982)
- Warriors (16 septembrie 1983)
- Berserker (octombrie 1984)
- The Fury (septembrie 1985)
- Strange Charm (noiembrie 1986)
- Metal Rhythm (1988)
- Automatic (1989)
- Outland (1991)
- Machine + Soul (1992)
- Sacrifice (1994)
- Human (1995)
- Exile (1997)
- Pure (2000)
- Jagged (2006)
- Dead Son Rising (2011)
- Splinter (Songs from a Broken Mind) (2013)
- Savage (Songs from a Broken World) (2017)
- Intruder (2021)